# Detrusor-Sphinkter-Dyssynergie
Die Detrusor-Sphinkter-Dyssynergie (DSD) ist eine Blasenfunktionsstörung, die durch das gestörte Zusammenwirken der bei der Blasenentleerung beteiligten anatomischen Strukturen gekennzeichnet ist.
Einer Hyperreflexie des Musculus detrusor vesicae steht hier eine spastische Funktionsstörung der Beckenbodenmuskulatur bzw. des äußeren Blasenschließmuskels (M. sphincter vesicae externus) gegenüber, was zu einer Obstruktion des Blasenausgangs bei gleichzeitiger Miktionsanstrengung führt. Die reflektorische Kontraktion des M. detrusor vesicae wird schon durch geringe Harnmengen ausgelöst, wodurch es zu Inkontinenz mit Abgang kleiner Harnmengen kommt. Aus diesem Grund treten auch nur unwesentliche Mengen an Restharn auf.
Der gesteigerte Druck innerhalb der Blase ( intravesikaler Druck) kann zu Detrusorschädigung (s. Balkenblase), vesikoureteralem Reflux und damit letztlich zur Nierenschädigung führen.
Ursache für die Entstehung einer DSD ist zum Beispiel eine traumatische Rückenmarksverletzung, aber auch neurologische Erkrankungen wie die multiple Sklerose können zum Krankheitsbild führen. In jedem Fall liegt ein Schaden auf spinaler Ebene oberhalb des sakralen Blasenzentrums (S2-S4) vor. Nur bei intaktem sakralen Blasenzentrum bleiben Innervation des M. detrusor vesicae und Reflexbogen erhalten.
Zur Abklärung einer DSD werden die Video-Urodynamik und Urethradruckmessung als Untersuchungstechniken eingesetzt.
Als Therapie kommen ein operativer Eingriff am Sphinktermuskel oder eine Botulinumtoxin-Injektion in Frage.